# Никола Андонов
 Тази статия е за българския художник.  За българския революционер вижте Нуше Андонов.  
Никола Костов Андонов е голям български художник – живописец. Експерти и колекционери го определят като „най-добрият ученик на Иван Мърквичка“.

## Биография
През 1913 година Никола Костов Андонов завършва специалност живопис в Художественото индустриално училище, където негови преподаватели са проф. Иван Мърквичка, проф. Антон Митов и проф. Иван Ангелов.
Твори в областта на битовата живопис, натюрморта, пейзажа и баталната живопис. По покана на руския професор Переминов работи по изографисването на катедралата „Свети Александър Невски“ и Руската църква, където и днес може да се разгледат творбите на реставраторския му талант.
Никола Костов Андонов участва в общи художествени изложби, а през 1970 година урежда самостоятелна изложба в София. Негови творби са притежание на Националната художествена галерия (НХГ), Националния военноисторически музей (НВМ), резиденцията „Евксиноград“, Министерство на народната просвета (МНП, днес МОН), частни колекции, включително чужди галерии. На три поредни аукциона на „Виктория“ картините на Никола Костов Андонов са сред най-добре продаваните творби, наравно с тези на Владимир Димитров-Майстора и Иван Мърквичка.
Сред по-известните му картини са:
- 1918 – В поход на разсъмване (НВМ);
- 1920 – Стара София;
- 1920 – Църквата „Света София“ (НХГ);
- 1921 – Квартал „Ючбунар“;
- 1925 – Наблюдатели (НВМ);
- 1946 – Под навеса (резиденция „Евксиноград);
- 1949 – Портрет на Константин Фотинов (МНП);
- 1952 – Тройка (МНП);
- 1956 – Февруарска зима;
- 1958 – Хъшове.